# براندون أشلي
براندون أشلي (بالإنجليزية: Brandon Ashley)‏ مواليد 15 يوليو 1994 في سان فرانسيسكو، هو لاعب كرة سلة محترف أمريكي بدأ مسيرته الاحترافية في سنة 2015 يلعب مع فريق ألبا برلين ويحمل الرقم 24. يبلغ طوله 6 قدم 9 بوصة (2.1 م). يلعب مع فريق ألبا برلين في الدوري الألماني لكرة السلة.

## روابط خارجية
- براندون أشلي على موقع دوري كرة السلة الياباني للمحترفين (اليابانية)
- براندون أشلي على موقع سبورتس رفرنس (الإنجليزية)
- براندون أشلي على موقع كرة السلة الأوروبية.كوم (الإنجليزية)
- براندون أشلي على موقع كلية كرة السلة في سبورتس رفرنس.كوم (الإنجليزية)
- براندون أشلي على موقع ريلجم (الإنجليزية)
- براندون أشلي على موقع بروبوليرز (الإنجليزية)
- براندون أشلي على موقع سبورتس رفرنس (الإنجليزية)
- براندون أشلي على موقع سبورتس رفرنس (الإنجليزية)